# Macropsis fuscinervis
Macropsis fuscinervis  (лат.) — вид цикадок рода Macropsis из подсемейства Macropsinae (Cicadellidae).

## Распространение
Палеарктика: от Западной Европы до Дальнего Востока России (в том числе, Московская область, Алтай, Забайкалье, Приморский край).

## Описание
Мелкие цикадки длиной около 5 мм: самцы 4,3—4,7 мм; самки 5,0—5,3 мм. Растение-хозяин: осина (Populus tremula), чаще на молодых растениях и окраинах леса в открытых местах.  Темя узкое, короткое, параллельно-стороннее, переднеспинка выпуклая, с ясно выраженными наклонными бороздками. Вид был впервые описан в 1845 году шведским энтомологом академиком Карлом Хенриком Бохеманом.